# Dirk Elwert
Dirk Elwert (* 1960 in Gelsenkirchen) ist deutscher Dramaturg, Produzent und Moderator. Er wurde bekannt als Jurymitglied der Sat.1-Tanz-/Castingshow You Can Dance.

## Leben
Dirk Elwert besuchte das Aufbaugymnasium am Rathausplatz in Gelsenkirchen. Nach dem Abitur studierte er Theater-, Film- und Fernsehwissenschaften in Köln. Erfahrung auf und hinter der Bühne sammelte er als Regieassistent am Musiktheater im Revier.
1992 ging er als Dramaturg zum Ballett der Städtischen Bühnen Nürnberg, zwei Jahre später wurde er Leitungsmitglied des Tanzwerk Nürnberg. 1996 wurde er Leiter des Ballett Nürnberg/TANZWERK. 1999 wechselte er als Manager zum Tanztheater Basel. In der Spielzeit 2001/2002 war Dirk Elwert Manager der Tanzcompagnie am Oldenburgischen Staatstheater.
Seit Herbst 2002 ist Dirk Elwert künstlerischer Projektleiter und freier Dramaturg bei The.Lab art & media in Berlin. Neben seiner Tätigkeit als Dramaturg (u. a. bei Giselle … about love and other difficulties … 2006 in Köln), arbeitet er als Moderator (beim Choreografiewettbewerb no ballet/+phat_skillz//dance 2007 in Ludwigshafen am Rhein) und profilierte sich 2006/2007 als Jurymitglied bei You Can Dance.
Dirk Elwert ist Produzent des Dancicals Petrushka und von Tanzproduktionen der Choreografen Susanne Linke, Meryl Tankard, Shang Chi Sun.
Er leitete verschiedene Tanzfestivals.
In den Jahren 2012 und 2013 war Elwert als Fachvermittler für den Bereich Tanz am Standort Leipzig der Zentralen Auslands- und Fachvermittlung der Bundesagentur für Arbeit tätig. Seit der Saison 2023/24 ist er Ballettdirektor an der Oper Graz.